# Тульский рабочий полк

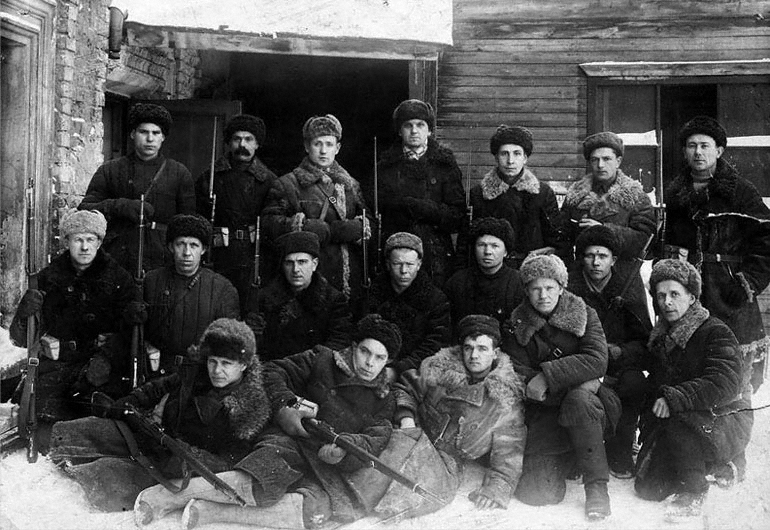
Группа бойцов истребительного батальона Тульского оружейного завода, 1941 год

Тульский рабочий полк — полк народного ополчения, участвовавший в 
обороне Тулы от немецких войск в октябре-декабре 1941 года во время Великой Отечественной войны.

## Формирование полка
С начала войны в Тульской области началось формирование истребительных батальонов, отрядов ополчения и боевых рабочих дружин. В Туле было создано 79 истребительных батальонов:204. Как отмечал начальник Управления ФСБ России по Тульской области Владимир Лебедев, формирование и вооружение истребительных батальонов было возложено на органы НКВД. В состав истребительных батальонов входили проверенные коммунисты, комсомольцы и советские активисты, способные владеть оружием. 23 октября 1941 года городской комитет обороны принял решение сформировать Тульский рабочий полк в составе 1500 человек, объединив пять батальонов. Полк возглавил начальник 4-го отдела Управления НКВД Тульской области капитан госбезопасности Анатолий Горшков. Комиссар полка — Григорий Агеев:206.
Полк не был кадровой воинской частью, его снабжение осуществляли Тульская партийная организация и городской комитет обороны. Личный состав был обеспечен тёплой одеждой, валенками, горячей пищей:214. Полк являлся единственной частью, на вооружение которой поступили специально изготовленные на предприятиях Тулы пистолеты-пулемёты конструкции С. А. Коровина.

## Оборона Тулы
В ходе Тульской оборонительной операции перед советскими войсками стояла цель отразить наступление вермахта на тульском направлении и предотвратить обход Москвы с юга. Тулу обороняли части 50-й армии под командованием генерал-лейтенанта Ивана Болдина, местный гарнизон и народное ополчение. С немецкой стороны наступление вела 2-я танковая армия генерал-полковника Гейнца Гудериана. Тульская оборонительная операция сыграла важную роль в успешном для СССР завершении Московской битвы.
По воспоминаниям И. В. Болдина, Тульский рабочий полк принял первый бой в 7 часов 30 минут 30 октября 1941 года, обороняя Рогожинский посёлок. Около 40 немецких танков при поддержке автоматчиков начали наступление в районе кирпичного завода, расположенного южнее посёлка. Бой продолжался более 4 часов, немецкие части в ходе нескольких атак не смогли преодолеть противотанковый ров. Командир отделения Пётр Саликов подбил первый вражеский танк:213.
Вскоре немецкие танкисты обнаружили слабое место на западной окраине посёлка, где из-за появившейся в лощине воды не был подготовлен противотанковый ров. Танки атаковали с тыла. Полк был вынужден отступить на восточную окраину посёлка, заняв оборону в районе Комсомольского парка и преградив путь в посёлок Красный Перекоп. Во второй половине дня погиб комиссар Григорий Агеев. Попытки немецких частей взять Красный Перекоп окончились неудачей:214.
Воспоминания И. В. Болдина несколько расходятся с данными доклада начальника Южного боевого участка города Тулы Героя Советского Союза майора И. Я. Кравченко и с дневником начальника штаба 956-го стрелкового полка 299-й стрелковой дивизии старшего лейтенанта В. А. Бенцеля. В них приводятся сведения, что 30 октября 1941 года в 8:00 противник атаковал участок обороны Тульского рабочего полка в парке Осоавиахима силами 34-х средних и тяжёлых танков и до батальона мотопехоты с направления Гостеевка. По сведениям В. А. Бенцеля, на участке полка не было противотанковых препятствий, и огонь четырёх зенитных орудий также не оказался серьёзным препятствием для танков. Танки методично подъезжали к переднему краю обороны, давили бойцов траками и расстреливали из пулемётов. Часть бойцов рабочего полка не выдержала и оставила позиции, начался панический отход и 2-го стрелкового батальона 156-го стрелкового полка НКВД, который держал оборону справа Орловского шоссе в направлении Тульского механического института, где располагался штаб Южного боевого участка города Тулы.
Вскоре Тульский рабочий полк был рассеян и бежал в неизвестном направлении, после чего немецкие танки и мотопехота прорвались к городу, и танки овладели парком Осоавиахима, подойдя вплотную к церкви. Положение участка настолько усложнилось, что руководство приняло решение взорвать мосты на реке Упа в городе, а некоторые командиры предложили перенести командный пункт в город, что привело бы к бегству всех частей обороны и к сдаче города. В городе уже начались беспорядки, мародёрство, паника и разграбление магазинов.
Критическую ситуацию удалось выправить только с помощью трёх групп истребителей танков и личного состава подошедшего 1005-го стрелкового полка 173-й стрелковой дивизии (старший лейтенант Савчинский). По приказу майора И. Я. Кравченко стрелковые части отрезали от прорвавшихся танков следующую за ними немецкую пехоту, а две группы танковых истребителей и расчёты двух противотанковых орудий вплотную занялись самими танками. В итоге, 5 танков было подбито в парке Осоавиахима, на участке высоты 225.5 (группа Линькова и 80 артиллеристов 843-го артиллерийского полка) выведено из строя 8 танков, а остальные танки отступили. К 10:00 положение на всех участках южного фронта Тулы было восстановлено. Об участии Тульского рабочего полка в дальнейших боях 30 октября — 1 ноября 1941 года сведений нет.
Гейнц Гудериан, вспоминая первые бои у Тулы, отмечал, что попытка сразу взять город окончилась провалом, столкнувшись с «сильной противотанковой и противовоздушной обороной». При этом, по его словам, немецкие войка «понесли значительные потери в танках и офицерском составе».
Тульский рабочий полк участвовал в боях до самого конца обороны города. Затем он влился в регулярную Красную Армию под номером 766:215. В конце ноября 1941 года капитан А. П. Горшков сдал полк новому командиру (бывшему командиру 958-го стрелкового полка 299-й стрелковой дивизии майору В. М. Баранову) и вернулся в Управление НКВД по Тульской области.

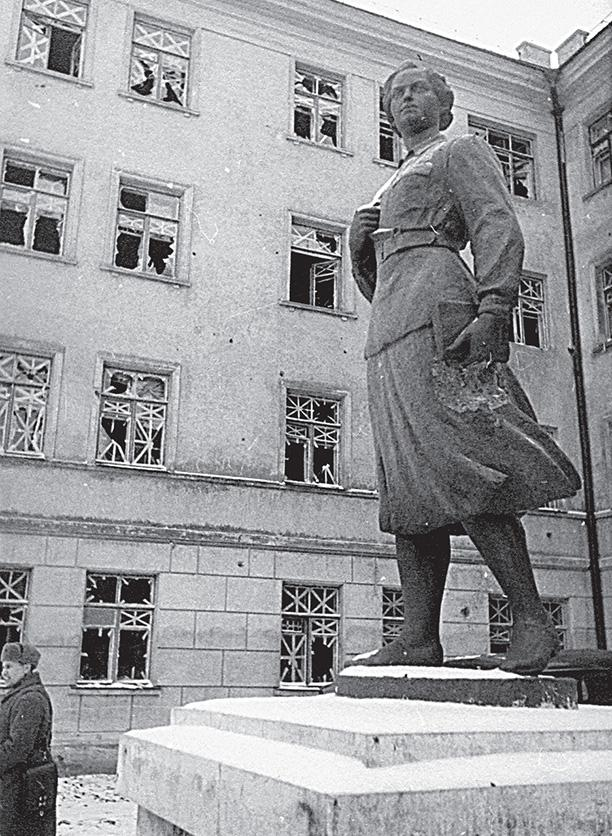
Двор корпуса № 3 Тульского механического института (ныне ТулГУ), место размещения штабов Южного боевого участка, 156-го полка НКВД, Тульского рабочего полка и 1005-го стрелкового полка.

## Дальнейшие боевые действия
1 января 1942 года полк был переформирован и затем включен в регулярную Красную армию под номером 766 (766-й стрелковый полк 217-й стрелковой дивизии).

## Командиры

Могила майора П. П. Лаптева и других офицеров Тульского рабочего полка на Всехсвятском кладбище (Тула)

- капитан пограничных войск А. П. Горшков (23 октября 1941 — 2 декабря)
- майор В. М. Баранов (3 декабря 1941 — 8 января 1942)
- майор И. Я. Кравченко (8 января 1942 — 7 марта 1942)
- майор П. П. Лаптев (8 марта 1942 — 13 апреля 1942)
- майор Н. П. Массонов (20 апреля 1942 — январь 1943)

## Награды и наименования
За героическую оборону Тулы городским комитетом обороны полк награжден Красным Знаменем.

## Память
- 8 мая 1965 года комиссару полка Григорию Агееву присвоено звание Героя Советского Союза (посмертно).
- 9 мая 1965 года бывшая Лесная улица Тулы была переименована в улицу Тульского Рабочего Полка.
- На ул. им. Пузакова (Зареченский р-н Тулы) установлен памятник Тульскому Рабочему полку.
- Именем Агеева названа улица в Центральном районе города Тулы[10].

## Фильмы
- Тульский рубеж
- Тульский рабочий полк. Тульская областная универсальная научная библиотека (28 июня 2013). Дата обращения: 8 ноября 2013.